# Васьківка

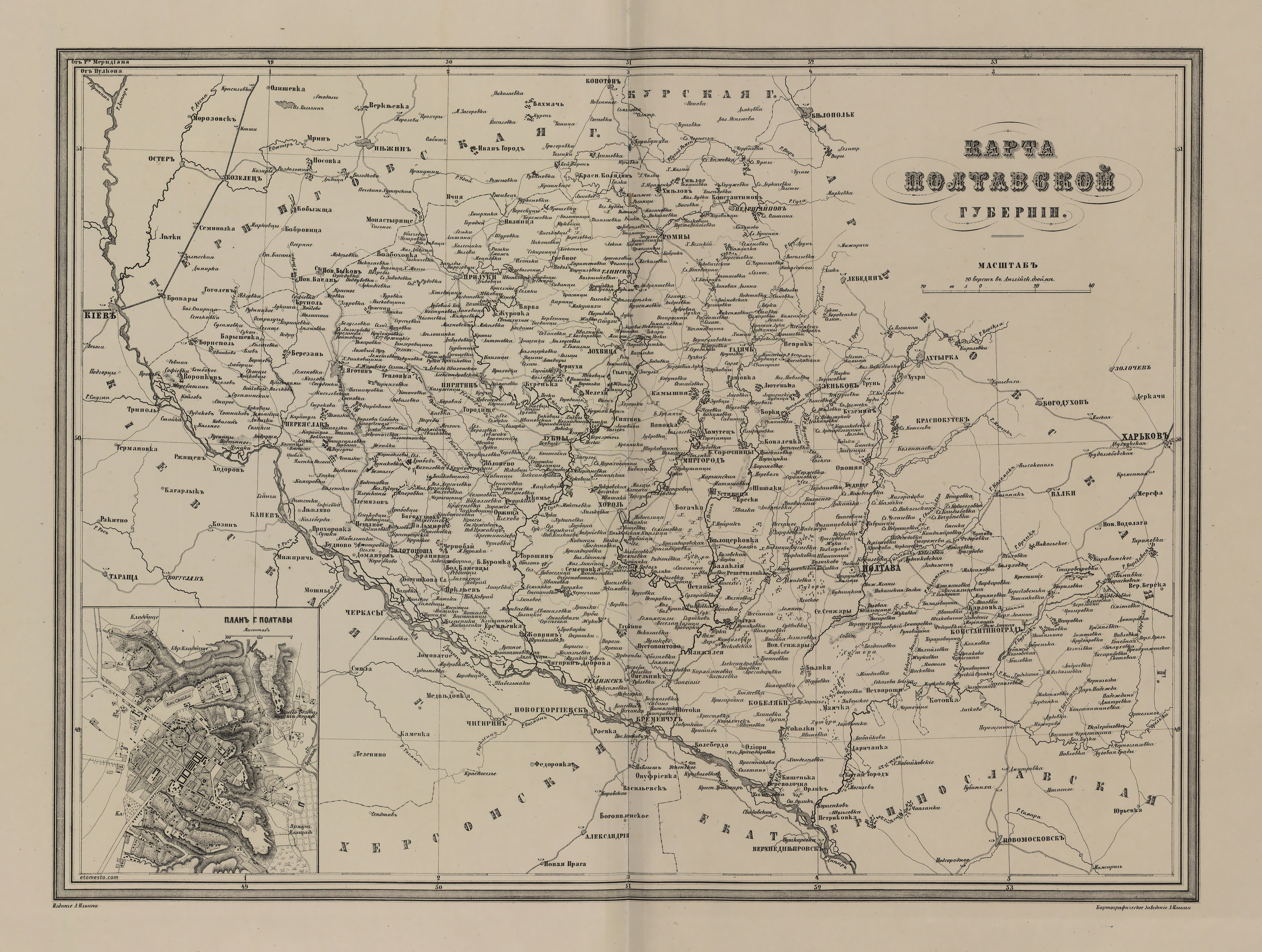
Полтавська Губернія (видавництво А. Іліна, 1871р. Масштаб 20 верств)

Ва́ськівка — мальовниче село в Україні, у Градизькій селищній громаді Кременчуцького району Полтавської області. Населення становить 61 особу. День села — День Святої Трійці.

## Географія
Село Васьківка знаходиться на лівому березі Кременчуцького водосховища (Дніпро), вище за течією на відстані 2 км розташоване село Пронозівка, нижче за течією на відстані 0,5 км розташоване село Кагамлик. Поруч проходить автомобільна дорога Н08.
Площа населеного пункту — 58,5 га.

#### Населені пункти поряд
- Пронозівка - 2км
- Кагамлик - 3км
- Бориси - 7.5км
- Мозоліївка - 9.5км
- Градизьк - 10км
- Броварки - 13км
- Кирияківка - 14км
- Пироги - 23км
- Глобине - 31км
- Кременчук - 37км

*Відстані вказані згідно розрахунків онлайн мап.

## Населення
Станом на 1 січня 2011 року населення села становить 67 громадяни з кількістю дворів — 54.
- 2001 — 61
- 2011 — 67, 54 двори

Село є відділком ТОВ СГП «Надія». - можливо, колишній колгосп ім. Крупської.

### Мова
Розподіл населення за рідною мовою за даними перепису 2001 року:
| Мова       | Кількість | Відсоток |
| ---------- | --------- | -------- |
| українська | 60        | 98.36%   |
| російська  | 1         | 1.64%    |
| Усього     | 61        | 100%     |

## Інфраструктура

#### Загальні відомості про анфраструктуру
- Близько 65% доріг асфальтовані, проїзд до р.Дніпро (водосховище) не асфальтовано.
- Є стабільне електропостачання.
- З 2013 року село газифіковане.[1]
- Є провідний оптоволоконний інтернет[3][4], стабільний мобільний зв`язок.
- Підприєпства у селі вудсутні
- Періодично у селі працює магазин.

#### Вулиці
- Вулиця Чапаєва
- Вулиця Степова

## Історія

#### Заснування
Достеменно не відомо точної дати заснування села. Ось тут кілька згадок, що свідчать про його існування.
За часів існівання  Городиська сотня (зараз Градиськ) (Миргородський полк) у переліку населених пунктів Вальківку не знайдено, про те, хутір Кагамлик у списку наявний.
Капніст одержав у 1743 р. від імператриці Єлизавети грамоту на ряд маєтностей в Україні, переважно на Полтавщині.
....выходца из венецианского двора Василия Петровича Капниста. Он, оставив имение в Турции, пошел на службу в русские войска в 1711 году во время Прутского похода Петра Первого. Сенат 15 июля 1743 выдал ему царскую грамоту на владение селами Манжелия, Обуховка, Зуевка, Турбаи, Поповка. Позже он поселил села Ламаное, Васьковку и Пузиков. Поэтому Пузиков основано Капнистом в середине XVIII века. Василий Капнист в 1737-1750 годах был Миргородским полковником, бригадиром русской армии. После гибели в битве при Гросс-Егередорфи 15 августа 1757, во время Семилетней войны, его владения были разделены по указу Сената между сыновьями.
Ново-Георгиевск - есть самое древнее поселение в Херсонской губернии, его основали под названием Крылов русские раскольники, бежавшие из России в царствование Петра Великаго. В начале 18 века он составлял важный пост против Запоржцев и поляков. По повелению императрицы Елисаветы Петровны в 1743 г. полковник Капнист устроил на границах Малороссии укрепления, которые названы Крыловским шанцем, в этом шанце была первоначальна штаб-квартира пандурскаго пехотного, а потом Желтого гусарскаго полков.
У 1782 Миргородський полк був ліквідований, його територію включено до Київського намісництва.
На місцевому кладовищі (єдине у селі) існують поховання датовані XIX століття, 1800-тими роками та пізніше. Більшість поховань мають прізвища Ващенко та Михайлик. Все ж поселення не нанесене на мапі Полтавської губернії (видавництва А. Ільіна, 1871 рік, масштаб 20 верств) про те, селища Мозоліївка, Пронозівка ( у ті часи, та на мапі - Великий Узвиз) Бориси, Яроші на мапі присутні.    

Село перейшло у власність одного з нащадків роду Марковичів у 1832 році. 
Прилукский уездный предводитель дворянства. — По разделу имений отца (1832) получил: Прилукск. у. с. Васьковку, в котором с купленными его отцом у полковника Хвостова, прапорщицы Елены Скоропадской и помещика Нечая, — 303 д. м. п., и хут. за Иваницким яром, — всего 1,651 дес;
На просторах мережі можна віднайти мапи датовані 1910-тим роком (в іншому масштабі), на яких  є "хутор Васьковка", та селища поряд: Кагамлик, Пронозівка.
З XIX століття — село було в складі Мозоліївської волості Кременчуцького повіту.
З 1923 року Васьківка ввійшла до складу Градизького району Кременчуцької округи, пізніше в складі Харківської області, а з 1963 року — в складі Глобинського району Полтавської області.

#### Голодомор
У Національній книзі пам'яті жертв Голодомору 1932—1933 років в Україні  інформація що до жертв відсутня.